# 루메이라 전투

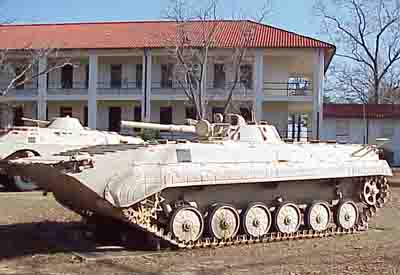

루메이라 전투는 1991년 3월 2일에 루메이라 유전 일대에서 발생한 전투이다.

## 전투 이전 상황
걸프전쟁이 끝난 1991년 2월 28일, 미군 제24기계화보병사단은 이라크 루메이라 유전 서쪽에 진출해 있었다. 그런데 정전이 발표되자 도주하던 이라크군이 돌아와 버린 무기를 회수하기 시작했다. 그러자 미군 24사단 1여단장은 이를 견제할 수 있는 지역으로 진출할 것을 건의했고 사단장이 이를 받아들였다. 24사단은 3기갑기병연대와 함께 통제선 '나이프'를 8~16km 넘어서 동쪽으로 진출했다. 사단장은 함마르 제방도로가 폭격으로 파괴되었기 때문에 이라크군과 접촉할 일은 없을 것이라고 생각했다.

## 전투
1991년 3월 2일, 정전 이틀만에 대규모 전투가 발생했다. 미군 24기계화보병사단 1여단과 이라크군 함부라비 사단이 충돌한 것이다. 이에 24사단 소속 포병대는 이라크군의 퇴로를 차단하고 근접전투를 실시하여 미군 기갑부대의 돌격을 지원했다.
제1여단이 이라크군 철수부대와 교전을 시작하자, 24사단 포병대는 즉시 지원에 나섰다. M109 자주포 3개 대대, M110 자주포 1개 대대, M270 MLRS 1개 대대가 동원되었다. 먼저 이라크군 차량과 제방도로에 FASCAM탄과 DPICM탄을 발사하였다. 이라크군은 이를 피하기 위해 흩어지기 시작했다. 서쪽으로 도망친 이라크군은 1여단 소속 2개 대대와 부딪쳐 무너졌다. 북쪽으로 도망친 이라크군은 MLRS와 공격헬기에게 무너졌다. 남쪽으로 도망친 이라크군은 포격에 의해 파괴되었다. 도로를 따라 15km 늘어선 이라크군 차량들에 미군 AH-64 공격헬기 1개 대대 18기가 나타났다. 이들은 107발의 헬파이어 미사일을 발사하여 102대의 차량을 파괴했다. 그 이후 미군 전차부대가 진입하여 이라크군을 격퇴했다.

## 결과
이라크군은 약 600대의 차량과 30여문의 야포가 파괴되면서 함부라비 사단을 엄청난 타격을 받았다. 그러나 그들이 완전 붕괴된 것은 아니었다. 200여대의 차량들이 유프라테스강을 넘어 24기계화보병사단의 책임지역에서 탈출하는데 성공하였고, 미군은 함무라비 사단을 전멸시키지 못했다.

## 같이 보기
- 걸프 전쟁
- 이라크 전쟁
- 이란-이라크 전쟁